# 坪田直子
坪田 直子（つぼた なおこ、1956年〈昭和31年〉1月22日 - ）は、日本の女優。東京都渋谷区出身。元劇団東京キッドブラザース。

## 略歴
立教女学院高等学校を経て、武蔵野音楽大学中退。
東京キッドブラザースの舞台「十月は黄昏の国」のヒロイン募集の広告を見たのがきっかけで、1975年3月に東京キッドブラザースに入団し、東由多加や柴田恭兵らとともに活躍する。1975年6月、舞台「十月は黄昏の国」でデビュー。

## 出演作品

### テレビドラマ
- 気まぐれ天使（1976年、NTV） - 伊集院渚 役
- とべない鳩のように（1977年、TBS）
- 「だいこんの花」(テレビ朝日、品子役)
- 気まぐれ本格派 第7話「花嫁のたたりジャー」（1977年、NTV）
- 敵か?味方か?3対3（1978年、ANB） - 昌子 役
- 太陽にほえろ!（東宝 / NTV）
  - 第214話「奇妙な友達」（1976年）- 山口ミミ 役
  - 第293話「汚れなき殺人者」（1978年） - 有川真弓 役
  - 第366話「真夜中の殺意」（1979年） - 有吉典江 役
  - 第649話「ラストダンス」（1985年） - 日高洋子 役
- 七人の刑事（1978年、TBS、第1回ゲスト）
- ああ、お父ちゃん（1978年10月1日・8日、KTV） - 中森あけみ 役
- サラムム（1979年、ANB）
- 土曜ワイド劇場 迷探偵コンビ危機一髪! 善人村の幽霊まつり（1979年、ANB）
- 火曜サスペンス劇場 乱れからくり ねじ屋敷連続殺人事件（1982年、NTV / 円谷プロダクション） - 馬割香尾里 役
- 天まであがれ! パート2（1983年、NTV） - 江夏かすみ 役
- 特捜最前線（東映 / ANB）
  - 第41話「シクラメンは見ていた!」（1978年）
  - 第384話「偽装結婚・マトリョーシカを持つ女!」（1984年）

### 映画
- ピーターソンの鳥（1976年1月27日公開） - ジュン 役
- 霧のマンハッタン（1980年10月1日公開） - 高木良子 役

### 舞台
- 1975「十月は黄昏の国」民音主催　加川良主演
- 1976「ひとつの同じドア」
- 1977「失われた藍の色」
- 1978.9「哀しみのキッチン」
- 1978「冬のシンガポール」
- 1978「サラムム」テレビ朝日ミュージカル
- 1978「十二月の夢」武道館
- 1979「オリーブの枝」池袋サンシャイン劇場
- 1980「二月のサーカス」後楽園
- 1980「心は孤独なポアロ」
- 1981「青春のアンデルセン」日生劇場
- 1982「ペルーの野球」
- 「さくらんぼ戦争」
- 1983「シェルブールの雨傘」サンヨーファッションショウミュージカル
- 「SHIRO」1981年New York Lamama劇場、1982年Washington D.C Kennedy Center 1983年American Tour
- 1983「日曜日のカイン」
- 1985「シシリアでダンス」

## ラジオ
- 電撃ウルトラ放送局ラジオ関東パーソナリティ

## エッセイ
- ビックリハウス
- 話の特集

1984年、脳梗塞のため休業、その後大澤事務所所属の声優としてテレビ、ラジオのCM、ドキュメンタリーのナレーション等多数。McDonald、ロサンゼルスオリンピックから、リクルート、Maxell、午後の紅茶、花王のバブ、キューピーマヨネーズ、東急グループ、ヱビスビール、キリンビバレッジ、ケンタッキークリスマスバーレル、Kubota、ロッテ等。1994年、母となり娘をシュタイナー教育で育てる。子供に向けてのお話しの朗読など現在はフリーランスのストーリーテーラー。最近は自分が歌うことが好きだということを思い出しよく歌う。

## ディスコグラフィー

### シングル
- 縦縞のシャツを着て／グッド・モーニング（1975年9月、ワーナー・パイオニア、L-1271E）- 作詞・作曲：小椋佳、編曲：萩田光雄
- 黄昏だけなら生きてもいい／ガラスのメビウス（1976年3月、キングレコード、BS-8019）- 作詞：阿久悠、作曲：大野克夫、編曲：萩田光雄
- ジングル・ジャングル／シャンプー（1977年4月、キングレコード、GK-8021）- 作詞：坪田直子、作曲：大野雄二、編曲：大野雄二
- ピア・アンジェリ／哀しみのキッチン[東京キッドブラザーズ]（1979年12月、東芝EMI、KTP-10658）- 作詞：東由多加、作曲：深野義和

### アルバム
- ピーターソンの鳥（1976年、キングレコード、SKA-1025）